# David Motta Soares

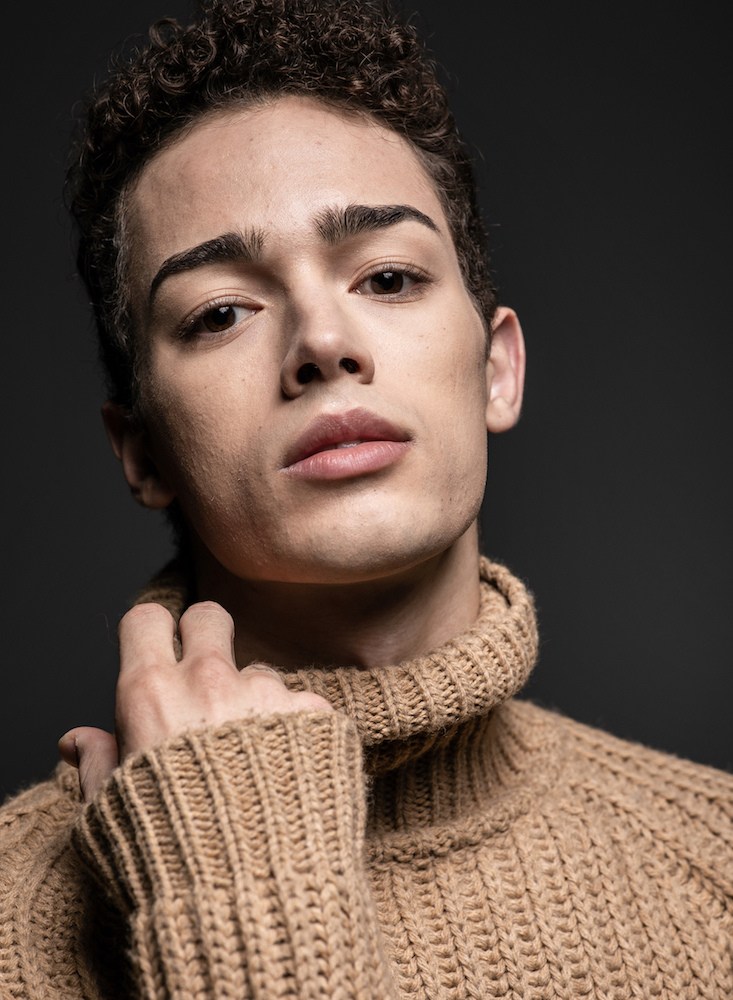
David Motta Soares, 2019

David Motta Soares (* 13. März 1997 in Cabo Frio) ist ein brasilianischer Balletttänzer.
Geboren in Cabo Frio, absolvierte er einen großen Teil seiner Ausbildung zum Balletttänzer in seiner Heimat. Mit zwölf Jahren kam er nach Moskau, wo er ab 2010 mit seiner Ausbildung fortfuhr, die er 2015 beendete. Seitdem war er als Erster Tänzer am Bolschoi-Theater in Moskau tätig. Motta Soares tanzte die klassischen Rollen, unter anderem in Stücken von John Neumeier und George Balanchine. Zu seinem Repertoire gehörten auch der Schwanensee und das Ballett Giselle.
2022 floh er wegen des russischen Überfalls auf die Ukraine über Istanbul aus Moskau und kam nach Berlin, wo er seither als Erster Tänzer am Berliner Staatsballett tätig ist. 2022 hatte er eine öffentliche Probe unter der Leitung von Marcia Haydee. 